# 第三者認証
第三者認証 (英：Third-party certification：英語版) は、任意の規格に対し、その認証を取得しようとする当事者に、第三者の認証機関（英：certification body）が認証を与える制度。指定された審査機関が認証を行うことにより、認証の公平性、信頼性を担保している。主として、利害関係者の信用を得るため用いられる。
| 左からSGS、ビューローベリタス、テュフズードの「ISO 9001」認証マーク。それぞれの企業ロゴに「ISO 9001」の表記がされている。 |  | 左からSGS、ビューローベリタス、テュフズードの「ISO 9001」認証マーク。それぞれの企業ロゴに「ISO 9001」の表記がされている。 |  | 左からSGS、ビューローベリタス、テュフズードの「ISO 9001」認証マーク。それぞれの企業ロゴに「ISO 9001」の表記がされている。 |
| 左からSGS、ビューローベリタス、テュフズードの「ISO 9001」認証マーク。それぞれの企業ロゴに「ISO 9001」の表記がされている。 |  | |  | |

## 概要
第三者認証とは、当事者が自ら確認する第一者認証（自己認証）と、エンドユーザーが確認する第二者認証（購買検査等）とは異なり、利害関係の無い第三者認証機関による認証である。このことから、当事者への高い信頼が得られない場合でも、その信頼を補填できるというメリットを持っている。
例えば、開発途上国が貨物を輸入する際に行われる船積み前検査（PSI）は、自国で行うべき通関等の行政手続きを、第三者認証機関が船積み前に行い、認証をすることにより、その認証を信頼して輸入手続きを簡略化可能にしている。
また、アメリカの食品輸入では、アメリカ食品医薬品局（FDA）に認定された第三者認証機関による監査を受け、適合が認められれば、アメリカ国内への食品の輸入の迅速化が可能となっている。
日本国内においては、乳児用ベッドやライター等、第三者認証により、必要な品質を確保していることが確認できなければ、販売することができない製品も存在する。

## 試験、検査、認証市場の変遷

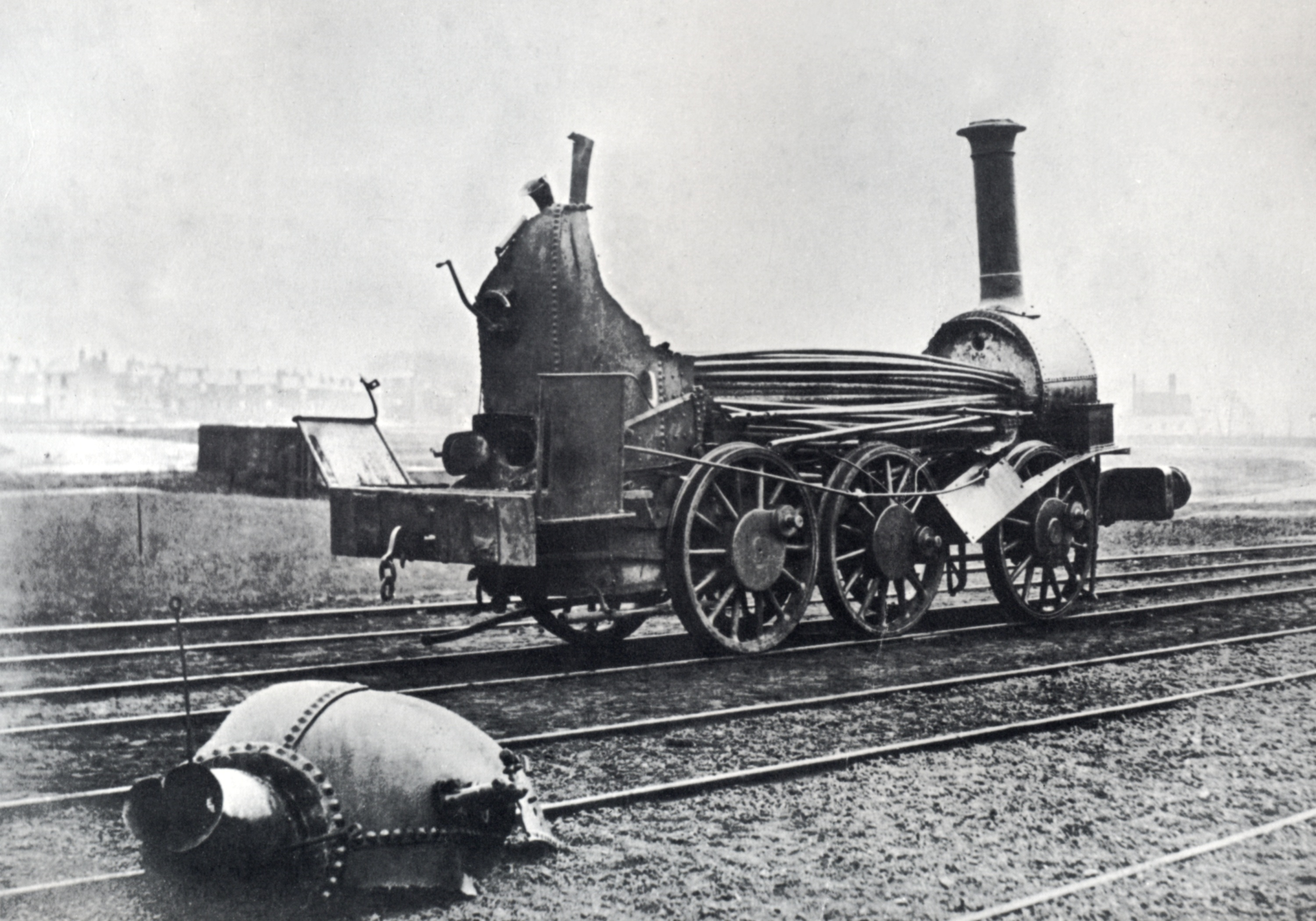
1850年イギリスのダーリントンで発生した蒸気機関車の爆発事故。高圧ボイラーの事故は大きな被害となることも多かった。

試験、検査、認証（英：Testing, inspection and certification：
英語版）(TIC) の市場は、19世紀中期、産業革命後のヨーロッパで、蒸気機関に使用される「高圧蒸気ボイラー」による危険な事故が多発し、その抑止のため、周期的な点検により、老朽化等の危険な状態を検査するための専門機関が設置されたことに端を発し、船舶、貨物、自動車等の検査・認証へと発展していった。
拡大の転機は、1985年に欧州諸共同体（EC）において、「ニューアプローチ指令」が採択され、技術的要件の規格がEN規格に統一されたことである。その後、CEマーク認証の義務付けへ発展するにつれ、第三者認証の必要性がさらに高まり、ヨーロッパでの認証機関の競争が促進されていくことになった。全世界的には、貿易の技術的障害に関する協定（TBT協定）が1995年に発効したことにより、国際貿易において国際規格への適合が必須となったことで、市場規模はさらに拡大している。
2020年現在、TIC市場での売り上げは、スイスに本社を置くSGS、フランスに本社を置くビューローベリタス、イギリスに本社を置くインターテックの大手3社が合計で市場シェアの25%を占めていることを始め、先行して発展したヨーロッパ企業が上位を占めている。
市場調査会社の予測によれば、2020年現在には2,042億ドルであった市場規模が、2025年には2,400億ドルを超えて増進すると見込まれており、これには、自由貿易における認証需要の高まりのみならず、新型コロナウイルス感染症の流行による、人工呼吸器や個人用防護具（PPE）、N-95マスク等の医療機器の認証の増加も理由として挙げている。

## 認証機関

### 認証機関の認定規格
国際規格は全世界で同一の規格を利用しており、各国にその適合を認証するための認証機関が存在するが、その認証に差異が生まれないよう、国際的なルールが定められている。
国際標準化機構（ISO）では、マネジメントシステム認証においては、国際認定フォーラム（IAF）の国際相互承認協定（MLA）、試験・検査所の認証においては、国際試験所認定会議（ILAC）の相互承認協定（MRA)の取り決めによって、相互評価され、各認定機関の認定の同等性を承認している。これらの協定に属する認定機関が各国・地域における認証機関を「マネジメントシステム認証機関の認定(ISO/IEC 17021)」等の認証機関を認定する規格により、評価することで、国際的な公平性、信頼性を担保している。
また、日本産業規格（JIS）においても、JISマーク等の認証マークを表示するには、産業標準化法により、各産業を管轄する主務大臣の登録を受けた者による認証を義務としており、その認証の基準としては、ISOと同様に認証機関を認定する規格を利用している。

### 認証の公平性への懸念
各認証機関の公平性を担保するルール形成が行われる一方、あくまでも第三者認証機関は民間企業であり、認証に差をつけることで、認証市場における利益追求が行われる可能性も論じられ、そこから発生する問題点が指摘されている。それは、フォーラム・ショッピングと呼ばれる手法であり、認証機関の差を利用し、より好ましい評価や、より緩い審査をする認証機関を探し、認証を取得する方法である。
認証機関が広く分布するヨーロッパでは、2000年代には問題として認識されており、2012年のイギリス下院科学技術委員会では、英国規格協会（BSI）は、「より多くの包括的な臨床データを求めた際に、BSIへの申請を取り下げ、追加の臨床データを用いずに、別の認証機関で良い結果を得ている事例」に過去5年間で7回遭遇したと、その懸念を訴えた。

## 主な認証規格

### 国際規格
- 国際標準化機構（ISO)/国際電気標準会議（IEC）
  - ISO 9001--品質マネジメントシステム[21][22]
    - EN/AS/JIS Q 9100--航空宇宙産業の品質保証システム[23]
    - ISO 13485--医療機器の品質マネジメントシステム[24][23]

  - ISO 10002--苦情対応マネジメントシステム[25]
  - ISO 14001--環境マネジメントシステム[26][27]
  - ISO 22301--事業継続マネジメントシステム[28]
  - ISMS（ISO/IEC 27001）--情報セキュリティマネジメントシステム[29][23]
    - ISO/IEC 27017--クラウドサービス情報セキュリティマネジメントシステム[30]
    - ISO 28000（英語版）--サプライチェーンセキュリティマネジメントシステム[31]

  - ISO 22001--食品安全マネジメントシステム[32][23]
  - ISO 45001（OHSAS 18001）--労働安全衛生マネジメントシステム[33][34]
  - ISO 50001--エネルギーマネジメントシステム[35][36]
- Codex HACCP--食品製造における工程管理システム[37]
- PCI DSS--クレジットカード業界のデータセキュリティ基準[38][39]

### 日本国内
- 日本産業規格（JIS）
  - プライバシーマーク（JIS Q 15001）--個人情報保護マネジメントシステム[40][41]
- 日本農林規格（JAS)
  - 有機JAS--特定の食品に対する有機・オーガニック認証[42]
- PSCマーク--消費生活用製品の安全性認証（菱形の中にPSCのマークが第三者認証）[注釈 3]
- SGマーク--消費生活用製品の安全性認証（認証と共に事故が発生した場合の損害賠償保険を担う）[43]
- 指定高度管理医療機器等の認証--高度管理医療機器、管理医療機器又は体外診断用医薬品の製造販売認証[44]
- Sマーク--電気製品の安全性認証[45]
- PSEマーク--電気用品の安全性認証（菱形の中にPSEのマークが第三者認証）[注釈 6]
- BELS--建築物の省エネ性能表示制度[47][48]
- CASBEE--建築環境総合性能評価システム[49]

## 主な認証機関
| SGS                  | スイス         | --1878年に穀物出荷検査所として創業       |
| ビューローベリタス   | フランス       | --1828年に船級協会として創業             |
| Dekra                | ドイツ         | --1925年に自動車検査協会として創業       |
| テュフズード         | ドイツ         | --1866年に蒸気ボイラー検査協会として創業 |
| テュフ・ラインランド | ドイツ         | --1872年に蒸気ボイラー監視協会として創業 |
| DNV GLグループ       | ノルウェー     | --1864年に船級協会として創業             |
| インターテック       | イギリス       | --1885年に海上貨物検査所として創業       |
| ユーロフィン         | ルクセンブルク | --1987年に食品分析試験所として創業       |
| Applus+              | スペイン       | --1971年に応用自動車研究所として創業     |
| ロイド・レジスター   | イギリス       | --1760年に船級協会として創業             |
| ALSリミテッド        | オーストラリア | --1863年に化学企業として創業             |
| UL LLC               | アメリカ       | --1894年に火災保険業者電気局として創業   |
| ソコテック           | フランス       | --1953年に建築検査機関として創業         |
| コテクナ             | スイス         | --1974年に中東地域への検査機関として創業 |